# Karakószörcsök
Karakószörcsök är en ort (by) i provinsen Veszprém i västra Ungern. Orten har 273 invånare (2024), på en yta av 7,11 km². Den ligger cirka 21 kilometer väster om Ajka.